# Gheorghe Covaciu

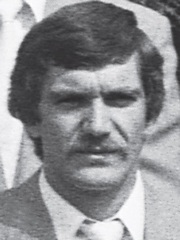
Gheorghe Covaciu

Gheorghe Covaciu (* 8. Juli 1957 in Buzău) ist ein ehemaliger rumänischer Handballspieler.
Er begann beim CSȘ Buzău mit dem Handballspielen und war rechter Rückraumspieler und Rechtsaußen. 1976 unterschrieb er bei CS Dinamo Bukarest und zwei Jahre später bei Știința Bacău. 1980 wechselte er zum HC Minaur Baia Mare, wo er den größten und erfolgreichsten Teil seiner Karriere verbrachte. Mit dem Club gewann er 1984/85 und 1987/88 den IHF-Pokal. Nach der Rumänischen Revolution 1989 spielte er in Portugal für Benfica Lissabon und Sporting Lissabon und schließlich in Spanien bei BM Ciudad Real.
Für die rumänische Nationalmannschaft bestritt Covaciu 73 Länderspiele, in denen er 150 Tore erzielte. Bei den Olympischen Spielen 1984 in Los Angeles gewann er mit Rumänien die Bronzemedaille. Bei der Weltmeisterschaft 1986 wurde er mit Rumänien Neunter.
Nach seiner aktiven Laufbahn wurde Covaciu 1995 Trainer in Deutschland. Später ging er zurück nach Rumänien, wo er vor allem Frauenmannschaften trainierte. Stationen seiner Trainerkarriere waren Rapid Bukarest, mit denen er 2003 Meister und 2004 Pokalsieger wurde, Universitatea Jolidon Cluj, CSM Ploiești, SC Mureșul Târgu Mureș und CSM Roman.